# 196 Philomela
196 Philomela eller 1934 JO är en asteroid i asteroidbältet, upptäckt 14 maj 1879 av astronomen Christian Heinrich Friedrich Peters i Clinton, New York, USA. Asteroiden har fått sitt namn efter Filomele inom grekisk mytologi.